# Hiệp hội Quốc tế về Địa từ và Không gian
Hiệp hội Địa từ và Không gian Quốc tế hay Hiệp hội Quốc tế về Địa từ và Không gian, viết tắt theo tiếng Anh là IAGA (International Association of Geomagnetism and Aeronomy) là một tổ chức phi chính phủ, phi lợi nhuận quốc tế hoạt động trong lĩnh vực nghiên cứu Địa từ và Không gian.
IAGA thành lập năm 1873, là một trong 8 hiệp hội hợp thành của Liên đoàn Trắc địa và Địa vật lý Quốc tế (IUGG, International Union of Geodesy and Geophysics).
Chủ tịch IAGA nhiệm kỳ 2019-2023 là Mioara Mandea từ  Pháp.

## Mục tiêu
IAGA là hiệp hội khoa học quốc tế hàng đầu thúc đẩy nghiên cứu từ tính của Trái Đất, hành tinh và trong không gian vũ trụ.

## Lịch sử
IAGA có một lịch sử lâu dài và có thể truy nguyên nguồn gốc của nó về Ban Địa từ và Điện khí quyển (Commission for Terrestrial Magnetism and Atmospheric Electricity). Đó là thành tố của Tổ chức Khí tượng Thế giới (WMO), có nguồn gốc từ Tổ chức Khí tượng Quốc tế (IMO), được thành lập năm 1873.
Tại Đại hội toàn thể IUGG đầu tiên (Rome, 1922), nhánh "Section de Magnétisme et Electricité Terrestres" (Ban Địa từ và Điện khí quyển) trở thành thành viên IUGG. Tại Đại hội IV IUGG (Stockholm, 1930), nó trở thành Hiệp hội Quốc tế Địa từ và điện (International Association of Terrestrial Magnetism and Electricity).
Tên như hiện nay được đặt tại Đại hội X của IUGG (Rome, 1954).

## Tổ chức
| Tổ chức                                        | Tên giao dịch                                                |
| ---------------------------------------------- | ------------------------------------------------------------ |
| Ban I: Từ trường nội                           | Division I: Internal Magnetic Fields                         |
| Ban II: Các hiện tượng không gian              | Division II: Aeronomic Phenomena                             |
| Ban III: Các hiện tượng Từ quyển               | Division III: Magnetospheric Phenomena                       |
| Ban IV: Gió mặt trời và Trường liên hành tinh  | Division IV: Solar Wind and Interplanetary Field             |
| Ban V: Quan sát địa từ, Khảo sát, và phân tích | Division V: Geomagnetic Observatories, Surveys, and Analyses |
| Liên Ủy ban Lịch sử                            | Interdivisional Commission on History                        |
| Liên Ủy ban Các nước đang phát triển           | Interdivisional Commission on Developing Countries           |
| Dịch vụ quốc tế về Chỉ số địa từ               | International Service of Geomagnetic Indices                 |

## Điều hành
Hiện nay các thành viên điều hành IAGA được bầu trong khuôn khổ đại hội Liên đoàn Trắc địa và Địa vật lý Quốc tế (IUGG).
Các chủ tịch IAGA .
- 23. 2019-2023:  Mioara Mandea
- 22. 2015-2019:  Eduard Petrovsky
- 22. 2011-2015:  Kathryn A. Whaler
- 21. 2007-2011:  Eigil Friis-Christensen
- 20. 2003-2007:  Charles Barton
- 19. 1999-2003:  David J. Kerridge
- 18. 1995-1999:  Masaru Kono
- 17. 1991-1995:  D. J. Williams
- 16. 1987-1991:  Roger E. Gendrin
- 15. 1983-1987:  Denis I. Gough
- 14. 1979-1983:  Keith D. Cole
- 13. 1975-1979:  Juan G. Roederer
- 12. 1971-1975:  Valery A. Troitskaya
- 11. 1967-1971:  Takesi Nagata
- 10. 1963-1967:  Marcelle Nicolet
- 09. 1960-1963:  Viggo Laursen
- 08. 1957-1960:  Joseph Kaplan
- 07. 1954-1957:  Julius Bartels
- 06. 1951-1954:  Jean Coulomb
- 05. 1948-1951:  Sydney Chapman
- 04. 1930-1948:  John A. Fleming
- 03. 1927-1930:  Louis A. Bauer
- 02. 1922-1927:  Charles Chree
- 01. 1919-1922:  Aikitsu Tanakadate